# قلام
القُلاَّمُ (باللاتينية: Sarcocornia) جنس نباتي ينتمي إلى الفصيلة القطيفية. يضم حوالي عشرين نوعاً من النباتات المتحملة للملوحة موطن معظمها البيئات المتوسطية.

## من أنواعه
- القلام الألبي (باللاتينية: Sarcocornia alpini)
- القلام خماسي الأزهار (باللاتينية: Sarcocornia quinqueflora)
- القلام المخشوشب (باللاتينية: Sarcocornia fruiticosa) في حوض المتوسط
- القلام المعمر (باللاتينية: Sarcocornia perennis)
- القلام الهادئي (باللاتينية: Sarcocornia pacifica)
- القلام اليوتاوي (باللاتينية: Sarcocornia utahensis)